# پرسی فرانسیس (بازیکن فوتبال)
پرسی فرانسیس (انگلیسی: Percy Francis؛ 9 January 1875 – ۱۹۴۷ (۷۱−۷۲ سال)) بازیکن فوتبال اهل بریتانیا بود.
از باشگاه‌هایی که در آن بازی کرده‌است می‌توان به باشگاه فوتبال دربی کانتی اشاره کرد.